# Пам'ятник «Дружині Моряка» (Одеса)
Пам'ятник «Чекаюча» (Пам'ятник дружині моряка) в Одесі — бронзова скульптура, присвячена родинам мореплавців.

## Історія створення
Бронзова скульптурна композиція виготовлена заслуженим художником України скульптором Олександром Токарєвим, який є автором цілого ряду скульптурних композицій малих форм, що прикрашають Одесу. Композиція урочисто відкрита в 2002 році під час заходів святкування Дня міста, який в Одесі відзначається 2 вересня. Під час створення композиції скульптору позувала балерина.

## Опис
Скульптурна композиція зображує граціозну молоду жінку, яка міцно утримує в руках дитину, що стоїть на парапеті. Фігури композиції трохи крупніші за реальних людей. І мати, і дитина вдивляються в морську далечінь, чекаючи повернення корабля, на якому пішов у море чоловік-батько-моряк. Ажурний металевий парапет (він як би одночасно є частиною причалу Морського вокзалу), на якому встановлена скульптурна композиція, півколом охоплює бронзові фігури, висунуті вперед щодо головної лінії огорожі, від чого виникає ілюзія того, що вони стоять на балконі. Парапет прикрашений флористичним орнаментом і гербом міста Одеса, в нижній його частині розміщений динамік, по якому транслюється пісні про Одесу і море. Кромка причалу, на якому встановлена скульптурна композиція, оформлена у вигляді носа морського судна. На парапеті мається бронзова табличка з віршами одеського поета Івана Рядченка:

Той, что в нелегкий час печали,

Когда уходят корабли,

Вся остаётся на причале

У соблазнительной земли.(рос.)